# Klášter klarisek v Chebu
Klášter klarisek v Chebu je bývalý klášter řádu chudých sester sv. Kláry v západočeském Chebu.

## Historie

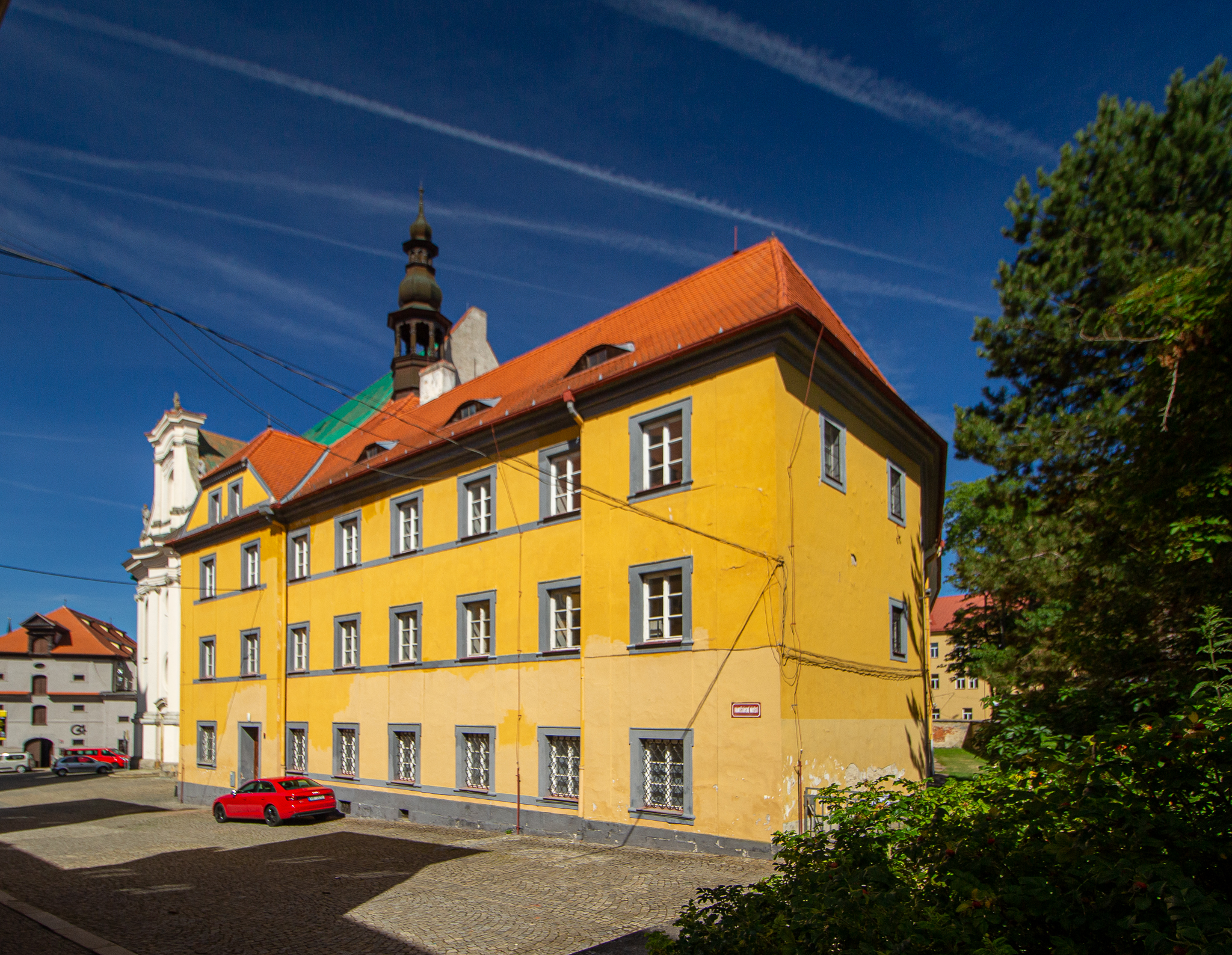

Historie konventu klarisek na Chebsku sahá až do doby těsně před rokem 1270. V tomto roce došlo k velkému požár města, což se v kronikách projevilo záznamy s údaji, že klášter byl v roce 1288 přestavěn. Prvním spolehlivým listinným důkazem je dar od krále Přemysla Otakara II. z roku 1273.
Klášter spadal pod správu řezenské diecéze a jeho poloha v privilegovaném městě v Chebsku mu propůjčovala zvláštní postavení. Chebský městský archivář Karl Siegl při prozkoumávání dochovaného urbáře nalezl kopie významných dokumentů.
Již na začátku 14. století klášter zahrnoval četné majetky v okolních vesnicích, například v Novém Drahově (Rohr), Kornau, Povodí (Ensenbruck), Oldřichově (Ulrichsgrün), Stebnici (Stabnitz), Hartoušově (Hartessenreut), Střížově (Triesenhof), Horním a Dolním Pelhřimově (Ober- a Unterpilmersreut), Horní vsi (Oberndorf) a Hájích (Gehag). V roce 1347 následovaly další akvizice, mj. obce Doubrava u Aše (Grün), později přejmenovaná na Nonnengrün (dnes Hluboká, část Milhostova).
Nákupy nebo dary kláštera souvisejí mimo jiné s rodinou Nothaftů, zejména s rodovou linií z Vildštejna.

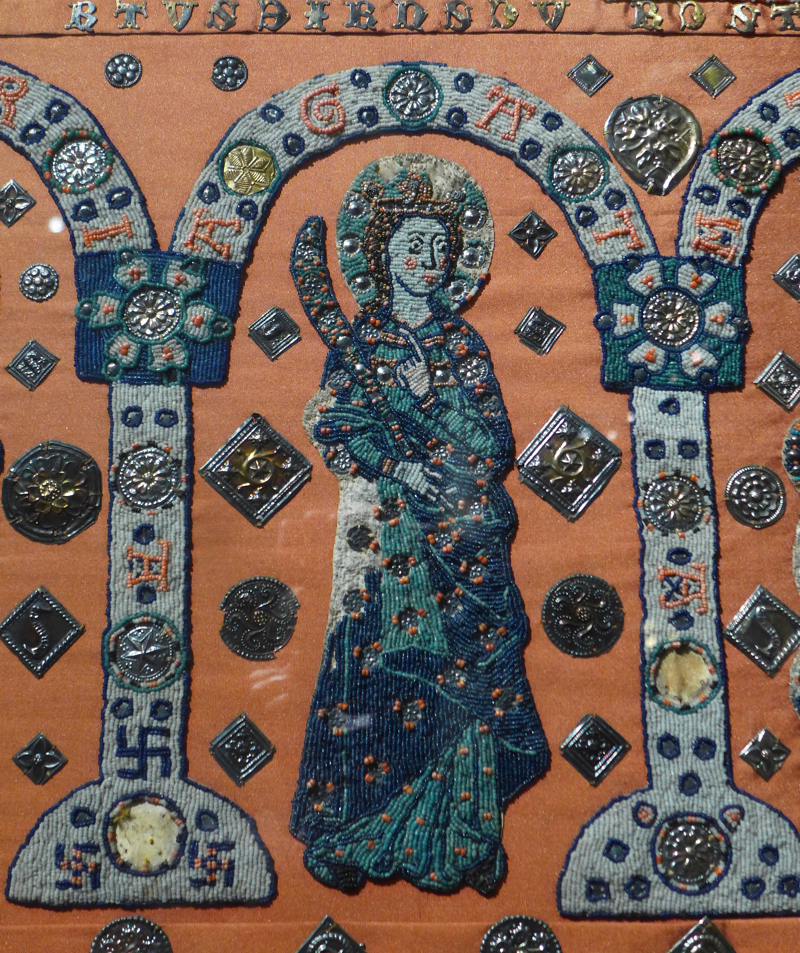
Chebské románské antependium

Kromě tohoto majetku se jeptišky staraly také o další zdroje příjmu. Vyráběly např. skříňky na relikvie a svaté obrázky ze stříbrných a zlatých drátků a svíce. Dále pracovaly v pekárně na cukrovinky, sladké pečivo a perník a vyráběly různé speciality jako bábovky, smažené koblihy, koláče a podobně. Jako léky prodávali také bylinnou a žaludeční vodu a mitridatium. Chebské antependium od zdejších jeptišek je výšivka z románského období, kterou lze vidět v Chebském muzeu.

## Seznam abatyší
První abatyše kláštera lze prokázat pouze na základě jednotlivých listin:
- Adelheid z Lobhausu, 1270
- Markéta, 1313, 1317
- Mechthilda, 1347
- Kateřina, 1351
- Anežka, 1372, 1374
- Markéta z Kornbühlu, 1391, 1392, 1395
- Kateřina Ebranová, 1436

Od roku 1465 je znám sled abatyší až do zániku kláštera:
- Felizitas Trautmannová, 1465–1470
- Ursula Pirková, 1470–1474
- Barbara Brumannová, 1474–1489
- Kunigunde Gradlová, 1489–1499
- Kateřina ze Seebergu, 1499–1531
- Hraběnka Uršula Šliková, 1531–1554
- Markéta z Au, 1554–1559
- Anna Beylová, 1559–1565
- Apollonia Funková, 1565–1579
- Magdalena Lochnerová, 1579–1593
- Ursula Helmová, 1593–1606
- Katharina Rudischová, 1606–1636
- Margaretha Schmölzová, 1637–1638 / 39
- Helene Imerová, 1638 / 39–1641
- Klara Mayerová, 1641–1652
- Eufrosina Moserová z Öttingenu, 1652–1671
- Caecilia Waltherová, 1671–1679
- Johanna Pentzová, 1679–1688
- Bernhardina Betterleová z Wildenbrunnu, 1688–1723
- Angela Frieselová, 1723–1731
- Praxedis Bruschová, 1731–1741
- Maria Katharina Nonnerová, 1741–1768
- Maria Lucia Zemschová, 1768–1782